# Charles Séraphin Joseph Genech de Sainte-Aldegonde
Charles Séraphin Joseph de Sainte-Aldegonde est un homme politique français né le 7 novembre 1765 à Lille (Nord) et mort le 15 novembre 1822 à Villequier-Aumont (Aisne).

## Biographie
Charles de Sainte-Aldegonde est le fils de François Balthazar Joseph de Sainte Aldegonde, comte de Genech, baron de Rosimbos, maréchal des camps et armées du Roi, et de son épouse, Marie Albertine Bady de Pont.
Il est le frère de Pierre François Balthazar de Sainte-Aldegonde, député de la Noblesse du Bailliage d'Avesnes sur Helpe (Hainaut) aux Etats-généraux de 1789 et celui de Alexandre Louis Joseph de Sainte Aldegonde, Pair de France de 1827 à 1830.
Officier au moment de la Révolution, il émigre et sert dans l'armée des princes.
Le 25 février 1815, à la première Restauration, il est fait Maréchal de camp, et nommé inspecteur général des gardes nationales.
Le 22 août 1815, à la seconde Restauration, il est élu député de l'Aisne.
Il fait partie de la Chambre introuvable, au sein de laquelle il siège avec la majorité ultra-royaliste, jusqu'à la dissolution du 5 septembre 1816.
Le 4 octobre 1816, il est réélu député de l'Aisne pour la IIe législature de la seconde Restauration. il siège avec les ultras jusqu'au 17 juillet 1819.
Il se prononce pour le rétablissement du cautionnement des journaux et contre le monopole du tabac.
Il meurt en son château de Villequier-Aumont le 15 novembre 1822

### Distinctions
- chevalier de l'ordre royal et militaire de Saint-Louis (1797)

### Mariage et descendance
Charles de Sainte Aldegonde épouse le 25 juin 1805 (7 messidor an XIII) Constance d'Aumont (24 septembre 1775 - Paris, 24 septembre 1852), fille de Louis Alexandre Céleste d'Aumont, 7e duc d'Aumont, duc de Villequier, pair de France, lieutenant général des armées du Roi, gouverneur du Boulonnais, député aux Etats-généraux de 1789, et de sa seconde épouse, Antoinette Marguerite Henriette de Mazade de Saint Brisson.
Le frère de Charles, Alexandre de Sainte Aldegonde, épouse le même jour Aglaé d'Aumont, sœur de Constance.
Dont :
- Gaston Charles Balthazar Constant de Sainte-Aldegonde (Paris, 12 mai 1806 - Villequier-Aumont, 12 août 1876), marié à Paris le 13 avril 1830 avec Joséphine Henriette Valérie de Sainte Aldegonde, sa cousine (1807-1886), fille d'Alexandre de Sainte-Aldegonde et d'Aglaé d'Aumont, dont postérité ;
- Anatole François Marie Arthur de Sainte Aldegonde (21 septembre 1808 - 7 août 1848), marié le 22 juillet 1840 avec Marie Hélène Louise Charlotte de Raincourt (1820-1902), dont postérité éteinte ;
- Edouard Louis Maximilien de Sainte Aldegonde (17 octobre 1809 - 21 octobre 1855), marié le 9 avril 1834 avec Marie Joséphine Alexandrine Berthe de Polignac (1812-1853), dont postérité éteinte[4].

### Sources
« Charles Séraphin Joseph Genech de Sainte-Aldegonde », dans Adolphe Robert et Gaston Cougny, Dictionnaire des parlementaires français, Edgar Bourloton, 1889-1891 [détail de l’édition]